# 磷酸铜
磷酸铜，为铜的磷酸盐，化学式为Cu3(PO4)2。它的无水物是蓝色固体。它可以通过磷酸二氢铵和氧化铜高温反应而成：
2 (NH4)2HPO4 + 3 CuO → Cu3(PO4)2 + 3 H2O + 4 NH3

## 结构
和大多数金属磷酸盐一样，磷酸铜是配位聚合物。磷酸铜中的磷酸根是四面体型的。在无水磷酸铜中，铜原子是五配位的；而在一水合物中，铜原子可以以四配位、五配位或是六配位存在。

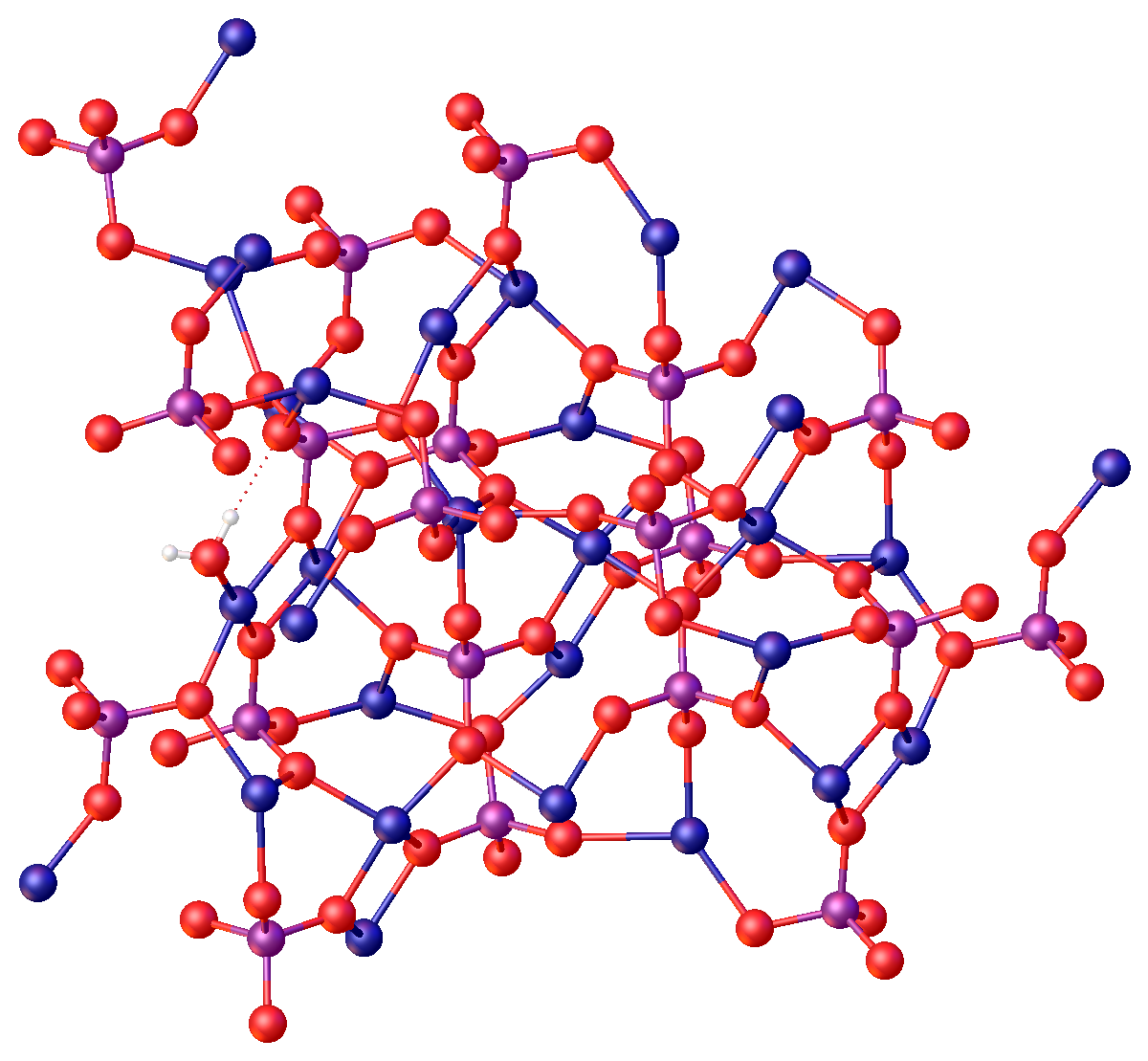
Cu_{3}(PO_{4})_{2}(H_{2}O)的结构